# Hersbrucker Mehlbeere
Die Hersbrucker Mehlbeere (Sorbus pseudothuringiaca) ist eine Pflanzenart aus der Gattung der Mehlbeeren (Sorbus) in der Familie der Rosengewächse (Rosaceae). Innerhalb der Mehlbeeren gehört sie zur Sorbus hybrida-Gruppe, ist also aus einer Bastardisierung zwischen der Hügel-Mehlbeere (Sorbus collina) und der Vogelbeere (Sorbus aucuparia) entstanden.

## Beschreibung
Die Hersbrucker Mehlbeere ist ein mittelgroßer Baum oder Strauch. Die Blätter messen 8 bis 10 × 5 bis 8 Zentimeter und sind im Herbst elliptisch. Sie ähneln stark den Blättern von Sorbus ×pinnatifida var. thuringiaca. Sie weisen 4 bis 5 Lappen auf, die ungefähr 1,5 Zentimeter lang, schräg gestellt und mäßig gezähnt sowie selten bis zur Mittelrippe eingeschnitten sind. Die Blattstiele sind 15 bis 20 Millimeter lang, schwach behaart und ziemlich derb. Die Blattoberseite glänzt, die Blattunterseite ist wollig behaart und kaum verkahlend. Die Haare haben einen Durchmesser von 6 bis 8 (selten bis 12) Mikrometer. Es sind 9 bis 10 Paare Seitennerven vorhanden.
Der Blütenstand hat einen Durchmesser von 4,5 bis 5 Zentimeter und besteht aus 40 bis 45 Blüten. Die Blüten haben einen Durchmesser von 11 bis 13 Millimeter. Die Früchte sind rot, kugelig, apfelförmig und haben einen Durchmesser von ungefähr 9 bis 11 Millimeter. Sie enthalten sehr wenige, kleine Lentizellen, welche einen Durchmesser von weniger als 0,1 Millimeter haben. Die Samen sind schwärzlich.

## Vorkommen
Die Hersbrucker Mehlbeere ist in Bayern im Fränkischen Jura endemisch. Sie kommt vor allem zwischen Hersbruck und Pegnitz vor, außerdem bei Gößweinstein an der Wiesent sowie möglicherweise auch bei Ebermannstadt und Forchheim. Als südlichste Vorkommen wurden bis jetzt Bestände bei Reicheltshofen und Unterried südöstlich von Deinschwang belegt. In ihren Standortansprüchen ähnelt die Art eher der Vogelbeere. So befinden sich ihre Wuchsorte auf den Kuppen der Hersbrucker Alb deutlich gehäuft innerhalb der 900-mm-Niederschlagslinie. Unterhalb von 600 Metern ü. NN. sind kaum Vorkommen anzutreffen. Die Art wächst in lichten, eher mesophil-humiden Waldgesellschaften in mehr oder weniger absonnigen Lagen. Gehäufte Bestände treten auf den skelettgeprägten, flachgründigen Kuppen der höchsten Erhebungen der Frankenalb auf, wo Dolomitgestein den Untergrund bildet. Im mittleren Frankenjura wächst sie an und in der Nähe der Plateaukante des Weißjuras vor allem auf Dolomit.

## Gefährdung
Die Hersbrucker Mehlbeere gilt bundesweit nach der Roten Liste gefährdeter Pflanzenarten als ungefährdet. Gemäß der Roten Liste Bayerns wird die Art mit Stufe 3 als gefährdet eingeordnet. Deutschland besitzt für den Erhalt der Art eine sehr große Verantwortung. Innerhalb Deutschlands kommt dem Bundesland Bayern die Alleinverantwortung für die Artentwicklung des bayrischen Endemiten zu.

## Botanische Geschichte
Gegen Ende des 19. Jahrhunderts wurde diese Art als Bastard interpretiert und in der Lokalflora von August Friedrich Schwarz als „Sorbus hybrida Koch“ (Pirus aucuparia + aria = Pirus hybrida Smith = Sorbus hybrida Koch) für mehrere Fundstellen aufgeführt.
Im Jahr 1961 wurde die Hersbrucker Mehlbeere von Ruprecht Düll erstbeschrieben. Er gab der Sippe als erbfestes Taxon Artrang. Konrad Gauckler erweiterte die bis dahin bekannten Fundstellen und vermerkte die neu gefundenen Wuchsorte auf den von Schwarz angelegten Manuskriptkarten. Otto Warburg und Zoltan Kárpáti fassten 1968 die Art als Zwischenart von Sorbus austriaca und Sorbus aucuparia auf. Düll (1961) und Kutzelnigg (1995) nahmen eine Einordnung in der Sorbus hybrida-Gruppe vor. Grund hierfür waren festgestellte Ähnlichkeiten der Art mit Sorbus ×pinnatifida nm. thuringiaca. Die Sorbus hybrida-Gruppe S.hybrida agg wurde terminologisch 2001 durch die hybridogene Untergattung Soraria Májovský et Bernátová ersetzt und gilt nun als Synonym davon. 2015 wurde die Art Sorbus collina von M. Lepsy, P. Lepsy und N. Meyer erstbeschrieben. Sorbus collina gehört zur Untergattung Aria Pers., ist tetraploid und wurde bisher fälschlicherweise als zu Übergangsformen zwischen Sorbus graeca und Sorbus aria gehörig interpretiert und zu Sorbus pannonica gestellt. Meyer geht davon aus, dass die Hersbrucker Mehlbeere aus Sorbus collina und Sorbus aucuparia entstanden ist.